# Les Humanoïdes Associés
Les Humanoïdes Associés – francuskie wydawnictwo komiksowe założone w 1974 roku. Specjalizuje się głównie w pozycjach z gatunku science-fiction. Jego założycielami są Jean Giraud, Jean-Pierre Dionnet, Philippe Druillet i Bernard Farkas. Wśród wydawanych przez nie serii są Incal, Technokapłani, Kasta Metabaronów, Trylogia Nikopola, Tetralogia potwora, a także legendarny magazyn komiksowy Métal Hurlant.